# Hilsenhain
Hilsenhain ist ein Ortsteil der Gemeinde Heiligkreuzsteinach im Odenwald.

## Etymologie
Hilsenhain erscheint 1401 erstmals urkundlich erwähnt als Hildeßhane. Mit dieser Urkunde übereignet der Bischof von Worms dem Hennel Wißarß von Lindenfels für eine Reihe von Odenwaldgemeinden, darunter auch Hilsenhain, das Zehntrecht. Han, Hain oder Hag bedeutet so viel wie umhegtes Gebiet.
Der Name Hilsenhain dürfte als Hain des Hildi (oder Hildis) seinen Ursprung haben. Hain ist eine umhegte Stätte, eine Weide oder sonst genutztes Land.
Eine andere Deutung bezieht sich auf die Stechpalme (Ilex aquifolium) als Namensgeberin. Heute noch kann man im Ort oder in den Wäldern Exemplare der Stechpalme sehen. Dieser Baum wurde oder wird auch „Hilsen-oder Hülsenbaum“ genannt. Zu früheren Zeiten wurde das Holz zum Bogenbau benutzt, weil es sehr hart und widerstandsfähig ist. Da das Wort Hain auch für „Wäldchen“ steht, könnte der Name Hilsenhain auch Stechpalmenwäldchen bedeuten.

## Beschreibung

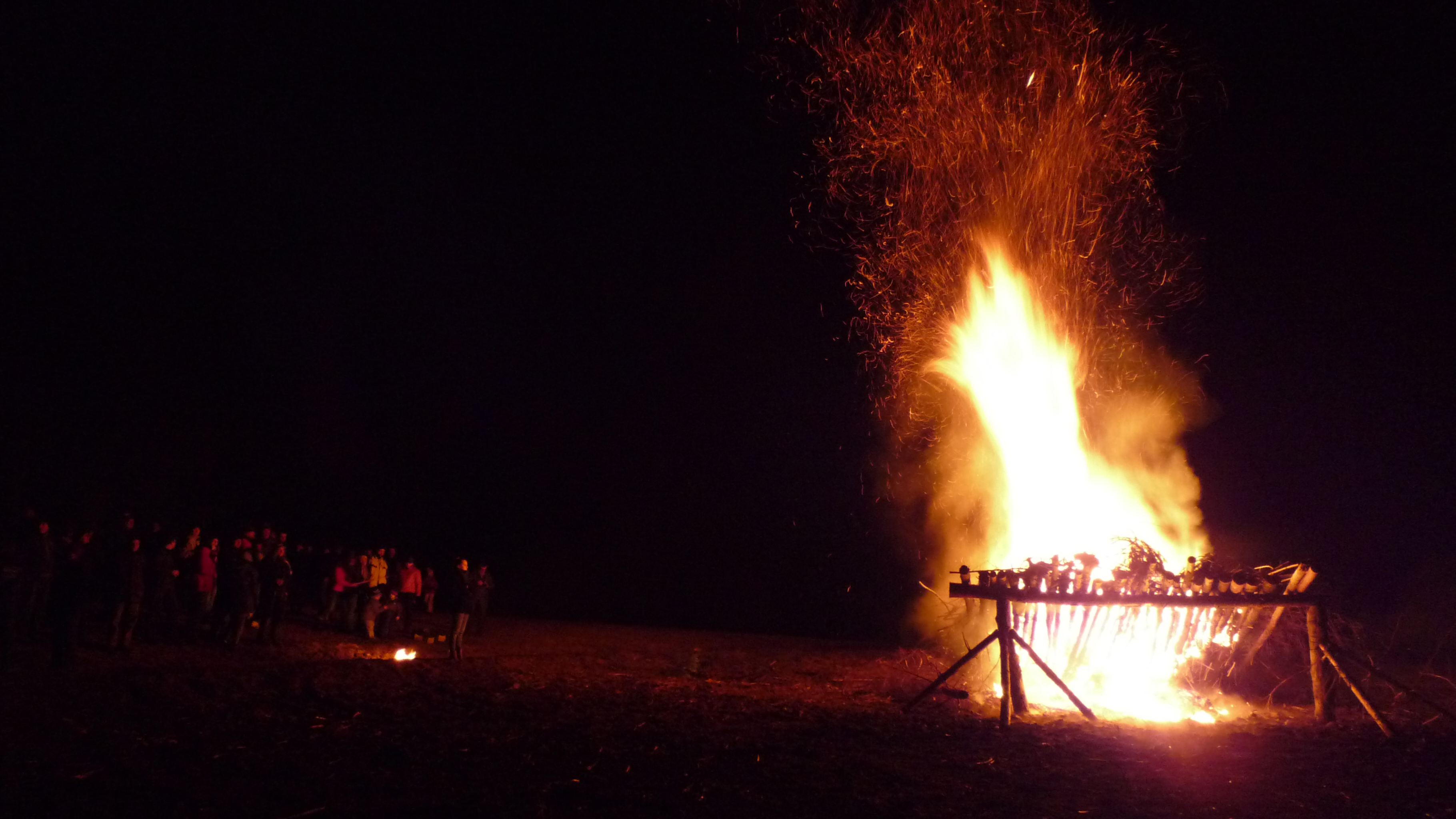
Fastnachtsfeuer in Hilsenhain 2012

Hilsenhain ist der höchste Ortsteil von Heiligkreuzsteinach. Es liegt rund 3,5 km nordwestlich des namengebenden Zentralortes auf etwa 470 m ü. NN in freier Flur auf einer etwas unebenen Hochfläche, an deren Westrand steile Klingen zur Grundelbach laufen, welche im so genannten Gorxheimer Tal der hessischen Nachbargemeinde Gorxheimertal westlich zur Weschnitz zieht. Nach Osten fällt die Hochfläche schneller zur oberen Steinach ab, die südlich entwässert. Der Ort verteilt sich in nicht zusammenhängender Bebauung entlang der Kreisstraße L 4123, die vom Nachbarort Bärsbach herkommt und danach in einer noch im Ortsbereich einsetzenden steilen Talsteige ins Steinachtal hinabführt. Außer nach Süden, wo der Nachbarort Bärsbach in gemeinsamer Rodungsinsel liegt, setzen an den Talkanten überall Hangwälder ein.
Am Nordrand der Rodungsinsel zieht die Landesgrenze zu Hessen, an ihrem Westrand die Gemeindegrenze zu Weinheim. Der Ort gehörte bis zum 31. Dezember 1974 zur Gemeinde Lampenhain, die dann mit Heiligkreuzsteinach vereinigt wurde; heute bildet er mit Lampenhain, Bärsbach, Vorderheubach und dem kleinen Gehöft Hinterheubach die Gemarkung Lampenhain der Gemeinde.
Im Ort leben rund 300 Einwohner, darunter der bekannte Schlagzeuger Mani Neumeier, der Mitbegründer der Krautrock-Gruppe Guru Guru.

## Geschichte
Der Ort liegt an einer Ostsenke der Hohen Stasse, dieser frühgeschichtlich vermuteten strategischen Verbindung Neckar-Main auf einer Höhenlage zwischen 400 und nahezu 500 m auf Verwitterungsböden des kristallinen Granitodenwaldes mit lehmigen Sanden mittlerer Ertragsgüte. Die Besiedlung im vorderen Granitodenwald erfolgte um die Jahrtausendwende oder vorher schon. Die geschichtliche Entwicklung Hilsenhains ist mit der von Rippenweier zu sehen. 1454 wurde Hilsenhain unmittelbar pfälzisch. 1599 gehörte es, wie alle Orte des vorderen Odenwaldes, zur Kellerei Weinheim und war der Burg Windeck abgabenpflichtig. Hilsenhain war in fünf Huben eingeteilt, die aber schon früh z. T. zusammengelegt, zerrissen oder aufgeteilt waren. Sie waren auf drei Höfe aufgeteilt, die sich um die Quellmulde schmiegten, wo ein, bis vor wenigen Jahren intakter, Schöpfbrunnen für Wasser sorgte. Kirchlich gehörte Hilsenhain ursprünglich mit Rippenweier, Oberflockenbach und Ursenbach zur Pfarrei Leutershausen und damit zur Filialkirche Heiligkreuz.
Hilsenhain wurde im Rahmen des Siedlungsvorstoßes (zusammen mit Bärsbach und Lampenhain) in den vorderen Odenwald durch ein Bergsträßer Adelsgeschlecht, vermutlich der Hirschberger, im kirchlichen Auftrag von Lorsch oder Worms um die Jahrtausendwende besiedelt. Als Dienstmannensitz entstand die Burgschell und als kirchliche Stätte wurde die Rote Kirche errichtet. Die politische Zugehörigkeit Hilsenhains zu Rippenweier hielt sich bis ins 19. Jahrhundert. Ab 1826 versuchte Hilsenhain von der armen Gemeinde Rippenweier loszukommen und sich mit Wünschmichelbach zu vereinen. Das fehlende Einverständnis der Muttergemeinde und mangelnde finanzielle Mittel ließen dieses Vorhaben scheitern. Drei Monate später wurde erneut ein Antrag auf Aufnahme gestellt, gleichzeitig fragte man beim benachbarten Ortsgericht in Heiligkreuzsteinach an, ob dieses bereit sei Hilsenhain in den Gerichtsvernband aufzunehmen. Die Hilsenhainer hatten Glück: auch die Heiligkreuzsteinacher Bürger wollten die Hilsenhainer in ihre Gemeinde aufnehmen, denn die Hilsenhainer hatten etwa 250 Morgen Gemeindewald und sie waren deshalb als wohlhabend anzusehen. Nach fast 800 Jahren trennte sich nun Hilsenhain von Rippenweier.
Bald fühlten sich die Hilsenhainer im Verbund mit der sogenannten Obergemeinde von Heiligkreuzsteinach – wie damals von Rippenweier – vernachlässigt. Man wollte mit der Obergemeinde als eigenem Gemeindeverband zusammengehen. Im Jahre 1840 – also nach 12 Jahren Gemeinsamkeit – wurde die Obergemeinde mit Hilsenhain, Bärsbach, Lampenhain und Heubach von Heiligkreuzsteinach getrennt. Das nun währte bis 1975, als man im Rahmen der allgemeinen Gemeindezusammenlegung wieder mit Heiligkreuzsteinach vereinigt wurde.

### Einwohnerentwicklung
| Jahr      | 1818 | 1834 | 1852 | 1875 | 1905 | 1950 | 1961 | 1993 | 2014 | 2022 |
| --------- | ---- | ---- | ---- | ---- | ---- | ---- | ---- | ---- | ---- | ---- |
| Einwohner | 70   | 69   | 71   | 85   | 101  | 100  | 106  | 207  | 276  | 203  |
| Quelle:   |      |      |      |      |      |      |      |      |      |      |